# Monte Walsh (Canada)
Il Monte Walsh è una montagna del territorio canadese dello Yukon. È situata all'interno dei confini del Kluane National Park and Reserve. Appartiene alla catena montuosa dei Monti Sant'Elia.
La sua cima tocca i 4.507 metri sul livello del mare.